# Hellas Den Haag
Hellas is een handbalvereniging uit Den Haag die werd opgericht op 15 maart 1927. De club telde anno 2016 ruim 400 leden die in acht senioren- en veertien jeugdteams in competitieverband spelen bij het Nederlands Handbal Verbond. In het seizoen 2020/2021 kwam het eerste herenteam komt uit in de eredivisie en het eerste damesteam komt uit in de hoofdklasse. De thuiswedstrijden van Hellas worden in de Hellashal aan de Laan van Poot in Den Haag gespeeld.

## Geschiedenis

### Het begin (1927 - 1952)
Hellas is opgericht in 1927 waar in huize Schurhoff de Haagse Gymnastiek- en Sportvereniging Hellas werd opgericht. Er waren circa 85 leden die zich bezig hielden met atletiek, gymnastiek en zwemmen. Er werd toendertijd gesport op een stuk weiland. Op dat stuk grond ligt nu het huidige sportcomplex de Hellashal. In 1928 vertrokken Hellas naar het Stokroosveld.
In 1932 werd het (11-)handbal geïntroduceerd met als trainer Chris Agterdebosch. Het 11-handbal werd eerst alleen door de mannen gespeeld, maar in 1934 gingen ook de vrouwen handballen. In 1945 keerden de club weer terug aan de Laan van Poot. Het terrein was desolaat en het ledental drastisch teruggelopen. Maar juist in de oorlogsjaren was er een echte sfeer gegroeid, die mate dat er een stevig fundament was voor de wederopbouw van het sportcomplex en de vereniging. Dit resulteerde in het eerste landskampioenschap op het veld in 1947 voor de heren.
Ook in andere sporten excelleerde de club toen nog. In 1952 won de club de dwars door Den Haag estafette en in 1955 werd de club kampioen in de reserve klasse basketbal. Ook deed de club toen aan softbal en volleybal.

### Jaren van Jan Alma (1952 - 1992)
In 1954 deed zaalhandbal zijn intrede. De club speelden in de Houtrusthallen, dat 20 jaar lang de thuishaven was. Trainen werd in die tijd altijd op het veld en in de wintermaanden in kleinere gymzalen in Den Haag gedaan. Soms werden trainingen gehouden in de veilinghallen in Honselersdijk of in een van de loodsen in Loosduinen.
Prestatief waren de jaren '50/'60 behoorlijke kwakkel jaren. De eerste dames- en herenteams presteerden minder en zakten af naar een lager niveau. Bij de heren was het een komen en gaan van trainers, wat de prestaties niet positief beïnvloedde. Jan Alma was degene die begin jaren '60 een jonge groep meiden onder zijn hoede heeft genomen en met hen is gaan werken aan betere resultaten. Eind jaren '60 zette deze positieve lijn zich in bij de selectieteams, waardoor de club weer terug kwam op het hoogste niveau.
Bij gebrek aan belangstelling werd in 1960 de gymnastiek afdeling opgeheven, waardoor de club vanaf dat moment alleen nog maar een handbalvereniging was.
Op 7 juni 1975 werd er bij Hellas afscheid genomen van het 11-handbal als een van de laatste grote verenigingen. En vanaf dat moment werd er alleen nog maar 7-handbal gespeeld. De dames zijn inmiddels een op het hoogste niveau en presteren in de laatste 3 jaar achtereen landskampioen van Nederland te worden (1976, 1977, 1978). De wedstrijden werden in de Vliegermolen in Voorburg gespeeld. Zeker bij de wedstrijden om het landskampioenschap en bij de Europa cup wedstrijden was deze met regelmaat uitverkocht met een komst van ongeveer 2000 toeschouwers. De heren blijven in die jaren wat achter, met name omdat er veel gedoe is. Het rommelt met trainers en het lukt maar niet om de rust te bewaren. Het is pas in 1982, als Jan Alma de heren overnam dat ook de heren met een jonge talentvolle groep het hoogste niveau bereikt.
Hellas startte met het nadenken over een eigen trainingsfaciliteit en dat resulteerde in een heuse eigen hal aan de Laan van Poot die op 25 november 1983 in gebruik genomen werd.

### Op het hoogste niveau van Nederland (1992 - heden)
In de jaren '90 neemt de intensiteit van het handballen toe. Er wordt meer getraind en zeker bij de dames levert dat goede resultaten af. De heren blijven een beetje kwakkelen; ze promoveren, degraderen en promoveren weer. De koers van Hellas blijft zorgen voor een evenwicht tussen dames en heren, ook als het bij een van de groepen wat minder gaat weet iedereen dat door het evenwicht het uiteindelijk wel weer goed zal komen.
Ook in de beginjaren van de 21e eeuw zijn het de dames die de boventoon voeren aan de Laan van Poot. Enkele landskampioenschappen en bekerwinsten zijn daar de beloning van. De mannen schieten in het seizoen 2007/2008 uit hun slof met het eerste landskampioenschap 7-handbal van de heren. Dit resultaat is tot op heden nog niet geëvenaard.
Inmiddels zit de vereniging prestatief weer in een zware periode. De dames zijn afgezakt tot de hoofdklasse en de heren spelen bovenaan mee in de eredivisie.

## Heren

### Geschiedenis
Het eerste herenteam speelde, na een eenjarig verblijf in de eerste divisie, in het seizoen 2011/2012 weer in de eredivisie. Het team werd eenmaal landskampioen zaalhandbal (2007/08) onder leiding van Peter Portengen na een overwinning op drievoudig landskampioen KRAS/Volendam, vijfmaal landskampioen 11 handbal en was tweemaal verliezend bekerfinalist.
Het seizoen 2011/2012 was met de jonge ploeg niet optimaal verlopen. In de nacompetitie kon degradatie niet afgewend worden, zodat de heren in seizoen 2012/2013 weer in de eerste divisie speelde. In dat jaar promoveren zij weer terug naar de eredivisie.
De heren van Hellas hadden het vervolgens in de seizoenen 2014/2015 en 2015/2016 erg zwaar. Degradatie werd ternauwernood in beide seizoenen ontlopen. Beide seizoenen werd in de laatste wedstrijd veilig gesteld. In seizoen 2015/2016 tegen HARO Rotterdam en in 2015/2016 tegen stadgenoot WHC. In seizoen 2016/2017 werd het trainersstokje overgenomen door Giovanni Voskuil. Van 2017 tot 2019 was Hans van Dijk trainer van de herenselectie, in 2019 volgde Fernando Nunes hem op. Na een jaar maakte Nunes bekend om per direct de verlaten in verband met het maatschappelijke werk van zijn vrouw. In de plaats van Nunes kwam Maarten Roestenburg over van Aristos Amsterdam.

### Resultaten (1979 - heden)
- 1979 4e
Eerste divisie B
- 1980 7e
Eerste divisie B
- 1981 6e
Eerste divisie B
- 1982 6e
Eerste divisie B
- 1983 1e
Eerste divisie A
- 1984 6e
Eredivisie
- 1985 9e
Eredivisie
- 1986 6e
Eredivisie
- 1987 7e
Eredivisie
- 1988 9e
Eredivisie
- 1989 7e
Eredivisie
- 1990 8e
Eredivisie
- 1991 8e
Eredivisie
- 1992 8e
Eredivisie
- 1993 11e
Eredivisie
- 1994 1e
Eerste divisie B
- 1995 10e
Eredivisie
- 1996 2e
Eerste divisie B
- 1997 1e
Eerste divisie B
- 1998 10e
Eredivisie
- 1999 2e
Eerste divisie B
- 2000 1e
Eerste divisie B
- 2001 9e
Eredivisie
- 2002 2e
Eerste divisie B
- 2003 10e
Eredivisie
- 2004 10e
Eredivisie
- 2005 8e
Eredivisie
- 2006 7e
Eredivisie
- 2007 4e
Eredivisie
- 2008 1e
Eredivisie
- 2009 7e
Eredivisie
- 2010 10e
Eredivisie
- 2011 1e
Eerste divisie
- 2012 10e
Eredivisie
- 2013 3e
Eerste divisie
- 2014 8e
Eredivisie
- 2015 13e
Eredivisie
- 2016 14e
Eredivisie
- 2017 10e
Eredivisie
- 2018 11e
Eredivisie
- 2019 8e
Eredivisie
- 2020 10e
Eredivisie
- 2021
Eredivisie
- 2022 9e
Eredivisie
- 2023 2e
Eredivisie
- 2024 7e
Eredivisie

- Eredivisie
- Eerste divisie

### Europees handbal
| Seizoen | Competitie | Ronde | Land | Club | Totaalscore | 1e W    | 2e W    |
| ------- | ---------- | ----- | ---- | ---- | ----------- | ------- | ------- |
| 2008/09 | EHF Cup    | 2R    | Vlag | Fram | 45 - 65     | 23 - 32 | 22 - 33 |

## Dames

### Geschiedenis
Het eerste damesteam werd in 2007 kampioen in de eerste divisie en speelde vanaf toen weer in de eredivisie. In het verleden werden de dames van Hellas achtmaal landskampioen zaalhandbal, tweemaal kampioen 11 handbal, zeven keer bekerfinalist waarvan vijfmaal de winnaar en tweemaal de winnaar van de Supercup. Europees speelde Hellas 27 keer in de EHF Cup, waarbij het tweemaal behalen van de kwartfinale tot de beste prestaties behoorde. Ook werden de dames eenmaal kampioen van West-Europa.
Het seizoen 2011/2012 kende een grillig verloop. Enkele blessures en het vertrek van bepaalde spelers halverwege de competitie maakte dat het team, weliswaar in de kampioenspoule speelde, maar daar 'slechts' een vijfde plek bereikte. Het seizoen 2014/2015 verliep onrustig, onvoorspelbaar en op de belangrijke momenten niet goed. Hellas degradeerde en speelde vanaf dat moment in de eerste divisie. Het eerste jaar (seizoen 2015/2016) kenmerkte zich door opbouw van een nieuwe groep onder leiding van Joris Witjens. De dames hielden stand in de eerste divisie en Joris Witjens droeg zijn taken als trainer/coach over aan Nico Stet. In het seizoen 2016-2017 zijn de dames gedegradeerd naar de tweede divisie. In het seizoen 2018/2019 trok het team zich terug uit deze divisie, hierdoor kwam het uit in de hoofdklasse.

### Europees handbal
| Seizoen | Competitie       | Ronde | Land | Club                    | Totaalscore | 1e W    | 2e W    |
| ------- | ---------------- | ----- | ---- | ----------------------- | ----------- | ------- | ------- |
| 2001/02 | Cup Winners’ Cup | 3R    | Vlag | VíF                     | 35 - 55     | 14 - 30 | 20 - 25 |
| 2001/02 | Cup Winners’ Cup | 4R    | Vlag | Elda Prestigio          | 52 - 40     | 26 - 15 | 26 - 25 |
| 2002/03 | Champions League | Kwal. | Vlag | HC Motor                | 32 - 70     | 15 - 37 | 17 - 33 |
| 2002/03 | EHF Cup          | 2R    | Vlag | ŽRK Osijek              | 39 - 45     | 22 - 20 | 17 - 25 |
| 2003/04 | Cup Winners’ Cup | 2R    | Vlag | ABU Baku                | 53 - 49     | 23 - 24 | 30 - 25 |
| 2005/06 | Champions League | Kwal. | Vlag | HC Motor                | 42 - 69     | 23 - 34 | 19 - 35 |
| 2005/06 | EHF Cup          | 2R    | Vlag | WAT Atzgersdorf         | 46 - 52     | 25 - 25 | 21 - 27 |
| 2009/10 | EHF Cup          | 1R    | Vlag | A.C. Latsia             | 84 - 38     | 50 - 17 | 34 - 21 |
| 2009/10 | EHF Cup          | 2R    | Vlag | McDonald's Wr. Neustadt | 45 - 71     | 23 - 36 | 22 - 38 |
| 2009/10 | EHF Cup          | 3R    | Vlag | SKP Bratislava          | 55 - 48     | 28 - 29 | 27 - 19 |
| 2010/11 | EHF Cup          | 3R    | Vlag | ZRK Naisa Nis           | 42 - 55     | 22 - 28 | 20 - 27 |

### Resultaten (1995 - heden)
- 1969 5e
Hoofdklasse
- 1970 4e
Hoofdklasse
- 1971 4e
Hoofdklasse
- 1972 3e
Hoofdklasse
- 1973 3e
Hoofdklasse
- 1974 3e
Hoofdklasse
- 1975 3e
Hoofdklasse
- 1976 1e
Hoofdklasse
- 1977 1e
Hoofdklasse
- 1978 1e
Eredivisie
- 1979 2e
Eredivisie
- 1980 1e
Eredivisie
- 1981 1e
Eredivisie
- 1982 2e
Eredivisie
- 1983 3e
Eredivisie
- 1984 6e
Eredivisie
- 1985 2e
Eredivisie
- 1986 3e
Eredivisie
- 1987 7e
Eredivisie
- 1988 4e
Eredivisie
- 1989 4e
Eredivisie
- 1990 5e
Eredivisie
- 1991
- 1992
- 1993 8e
Eredivisie
- 1994 2e
Eredivisie
- 1995 4e
Eredivisie
- 1996 7e
Eredivisie
- 1997 4e
Eredivisie
- 1998
- 1999 5e
Eredivisie
- 2000 7e
Eredivisie
- 2001 2e
Eredivisie
- 2002 1e
Eredivisie
- 2003 4e
Eredivisie
- 2004 5e
Eredivisie
- 2005 1e
Eredivisie
- 2006 4e
Eredivisie
- 2007 11e
Eredivisie
- 2008 1e
Eerste divisie
- 2009 2e
Eredivisie
- 2010 2e
Eredivisie
- 2011 3e
Eredivisie
- 2012 5e
Eredivisie
- 2013 6e
Eredivisie
- 2014 9e
Eredivisie
- 2015 10e
Eredivisie
- 2016 11e
Eerste divisie
- 2017 13e
Eerste divisie
- 2018 6e
Tweede divisie B
- 2019 3e
Hoofdklasse D
- 2020 8e
Hoofdklasse D
- 2021
Hoofdklasse E
- 2022 8e
Tweede divisie B

- Eredivisie
- Eerste divisie
- Tweede divisie
- Hoofdklasse

## Jeugd
In 2008 organiseerde Hellas Den Haag samen met Quintus uit Kwintsheul een B-jeugd toernooi. Op dit toernooi speelden de topteams van Nederland, zoals Hellas, Quintus, V&L, Bevo en Aalsmeer. Het hele toernooi beoordeelde een onafhankelijke jury de spelers van ieder team en stelde een allstar-team samen met de beste spelers. Voor iedere positie werd één speler gekozen. Van Hellas werden twee spelers gekozen in dit team.
Het heren A-team van Hellas werd in het seizoen 2011/2012 verrassend Nederlands kampioen geworden. In de reguliere regionale competitie werden zij tweede achter Swift Arnhem, maar op de dag van het Nederlands kampioenschap wist het team beter te presteren dan de tegenstander. De eerste wedstrijd werd nog verloren, maar de tweede wedstrijd wist Hellas te winnen. Zo werden ze Nederlands kampioen onder leiding van trainer/coach Neso Saponjic.

## Lijst van trainers

### Heren
- 0000–2002:  Erik van der Wel
- 2002–2003:  Edwin Hofland
- 2003–2005:  Nico Stet
- 2005–2007:  Björn Budding
- 2007–2008:  Peter Portengen
- 2008–2009:  René Zwinkels
- 0000–2009:  Ton van Linder (a.i.)
- 2009–2010:  Alex Curescu
- 20??–2013:  Nico Stet
- 2013–2016:  Neso Saponjic
- 2016–2017:  Giovanni Voskuil
- 2017–2019:  Hans van Dijk
- 2019–2020:  Fernando Nunes
- 2020–2022:  Maarten Roestenburg
- 2022–2023:  Joris Witjens
- 2023–2024:  Richard Rijkens

### Dames
- ?000–2012:  Erik van de Wel
- 2012–2014:  Fred Michielsen
- 0000–2014:  Nico Stet (a.i.)
- 2014–2015:  Joris Witjens
- 2015–?000:  Nico Stet
- 2020–2023:  Paul van Dijk
- 2023–heden:  Daan de Koning

## Bekende (oud) spelers
- Jan Alma
- Samir Benghanem
- Tessa Bremmer
- Sabine Heusdens
- Jasmina Janković
- Bart Ravensbergen
- Léon van Schie
- Danick Snelder
- Sanne van Olphen
- Maura Visser

## Erelijst

### Heren
| Nationaal               |    |                                                      |
| Landskampioenschap      | 1x | 2007/08                                              |
| Eerste divisie          | 6x | 1982/83, 1993/94, 1996/97, 1999/00, 2010/11, 2012/13 |
| Landskampioenschap veld | 5x | 1947, 1951, 1953, 1954, 1956,                        |

### Dames
| Nationaal               |     |                                                                                          |
| Landskampioenschap      | 10x | 1954/55, 1956/57, 1957/58, 1975/76, 1976/77, 1977/78, 1979/80, 1980/81, 2001/02, 2004/05 |
| Bekerwinnaar            | 5x  | 1979/80, 1981/82, 2000/01, 2001/02, 2002/03                                              |
| Supercup                | 3x  | 2002, 2003, 2005                                                                         |
| Landskampioenschap veld | 2x  | 1972, 1973                                                                               |